# Mardihansu
Mardihansu – wieś w Estonii, w prowincji Hiuma, w gminie Kõrgessaare.
W 2012 roku, w październiku 201 i w grudniu 2009 liczba ludności nie została uwzględniona w spisie.